# Prahecq
Prahecq – miejscowość i gmina we Francji, w regionie Nowa Akwitania, w departamencie Deux-Sèvres.
Według danych na rok 1990 gminę zamieszkiwały 1613 osoby, a gęstość zaludnienia wynosiła 65 osób/km² (wśród 1467 gmin regionu Poitou-Charentes Prahecq plasuje się na 174. miejscu pod względem liczby ludności, natomiast pod względem powierzchni na miejscu 262.).